# Peter Lacy
El Comte Peter de Lacy, Peter von Lacy, Peadar de Lása o Pyotr Petrovich Lacy, com va ser conegut a Rússia (en rus: Пётр Петрович Ласси) (Killeady al costat de Limerick, Irlanda, 26 de setembre de 1678 - Riga, Letònia, 19 d'abril de 1751), va ser un dels més famosos comandants de la Rússia imperial abans de Rumyantsev i Suvórov. En la seva carrera militar de més de mig segle va participar en més de 31 campanyes, 18 batalles i 18 setges.

## Vida

### Començaments a l'Europa Occidental
Peter Lacy va néixer en el si d'una noble família irlandesa d'origen normand anomenada de Lacy, procedent de Lassy, Calvados. Als 13 anys, durant la Guerra Guillemita d'Irlanda va servir en la defensa jacobita de Limerick (1691) contra els guillemites amb el rang de tinent. A continuació va entrar juntament amb el seu pare i germà a la Brigada Irlandesa a França. Després de perdre als seus parents a Itàlia lluitant per Luis XIV, va decidir buscar-se la vida a una altra banda. Després de dos anys de serveis a l'exèrcit austríac, Lacy va seguir el seu comandant, Charles Eugène de Croy, ara al servei de Rússia.

### Serveis sota Pere el Gran
La seva primera experiència russa va ser la desastrosa derrota de la batalla de Narva, en la qual Lacy comandava una unitat de mosqueters amb el grau de poruchik. A la Gran Guerra del Nord va ser ferit dues vegades i va ascendir a coronel el 1706. A l'any següent manava una brigada a la batalla de Poltava, i la seva actuació va ser memorable. La següent missió, encara a les ordres del Príncep Repnin, va ser el setge de Riga. Lacy va ser el primer oficial rus que va entrar a la capital de Letònia i immediatament se'l va nomenar comandant del castell.
El 1719 la flota de Apraksin va portar a Lacy amb 5,000 infants i 370 genets a les proximitats de Umeå a Suècia, on va devastar una dotzena de foneries i diversos molins. Aviat va ascendir a general i el 1723 va entrar al Col·legi Militar, com era conegut a Rússia el Ministeri de Defensa. El 1726 Lacy va succeir Repnin com a cap de l'exèrcit rus a Letònia. I el 1729 va ser nomenat Governador de Riga. Aquest càrrec li va permetre conèixer a la Duquessa de Curlàndia, que posteriorment va pujar al tron de Rússia com a Emperadriu Anna, sota el regnat de la qual mai es va posar en dubte la capacitat de Lacy com a comandant suprem.

### Serveis sota l'Emperadriu Anna
La Guerra de Successió polonesa el va dur novament al camp de batalla. El 1733, Lacy i Burkhard Christoph von Münnich van expulsar al rei polonès, Estanislau I Leszczynski, des de Varsòvia a Danzig, que va ser assetjada el 1734. Llavors l'irlandès va rebre l'ordre de marxar cap al Rin i unir-se amb el seu fort contingent de 13.500 homes a les forces d'Eugeni de Savoia. Va avançar per Alemanya i es va trobar amb els austríacs el 16 d'agost, retornant després, disciplinadament, a les seves casernes d'hivern a Moravia.
Lacy va assolir el rang de Mariscal de Camp en la Guerra Russo-Turca (1735-1739), en la qual va aconseguir èxits sorprenents. El 1736 es va fer càrrec de l'Exèrcit del Don que va prendre la important ciutadella de Azov, i el 1737 el seu exèrcit va creuar el Syvash, entrant a Crimea, on va caure sobre els 15.000 homes de l'exèrcit turc al que va derrotar en dues batalles successives, els dies 12 i 14 de juny. El 1738, de nou a Crimea, va conquerir la fortalesa de Txufut Kalè prop de la capital del Khan, Bakhtxissarai.
Tan aviat com es va restaurar la pau, va tornar al seu lloc de governador de Letònia, i l'emperador Carles VI li va concedir el títol de Comte Imperial. La seva indiferència per la política el va lliurar de caure en desgràcia després de la defunció de l'Emperadriu Anna, al contrari que altres comandants estrangers que van ser separats del servei actiu.

### Serveis sota l'Emperadriu Isabel
A la Guerra Russosueca iniciada el 1741, el govern de la regent Anna Leopoldòvna el va nomenar Comandant en Cap com el més experimentat dels generals russos. Lacy ràpidament va actuar contra Finlàndia i va obtenir una última gran victòria a Lappeenranta (agost de 1741). A l'any següent, va reunir a les seves forces i va procedir a la conquesta de Hamina, Porvoo i Hämeenlinna. A l'agost, va encerclar a més de 17.000 suecs al costat de Hèlsinki, la qual cosa va precipitar la fi de les hostilitats.
Acabada la guerra, Lacy es va retirar a Riga i va reprendre el comandament de les forces russes estacionades a Letònia. Va administrar el territori entre el nord de Lituània i el sud d'Estònia fins a la seva mort, esdevinguda el 19 d'abril de 1751 a Riga. El seu fill, Franz Moritz von Lacy, que havia entrat al servei dels austríacs el 1743, va arribar a ser un dels millors militars del segle xviii.